# Inside outside
Inside outside er en dansk dokumentarfilm fra 2005, der er instrueret af Andreas Johnsen og Nis Boye Møller Rasmussen.

## Handling
En film om graffitimalere i New York, Stockholm, København og Sao Paulo, som får et kick af at udfolde deres kunst i gaderne frem for at udstille på gallerier og museer. Energien udspringer til dels af, at det de laver på gaden er ulovligt.